# René-Édouard Claparède

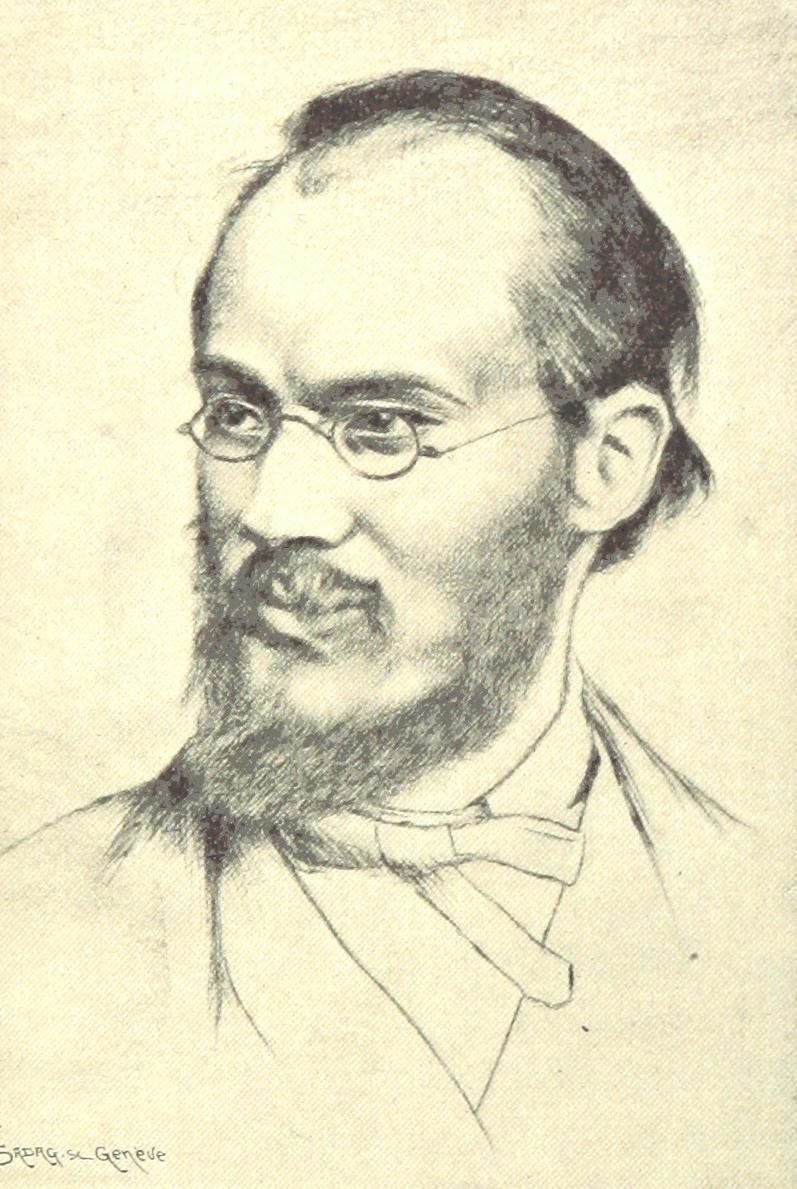
Jules Hébert: René-Edouard Claparède

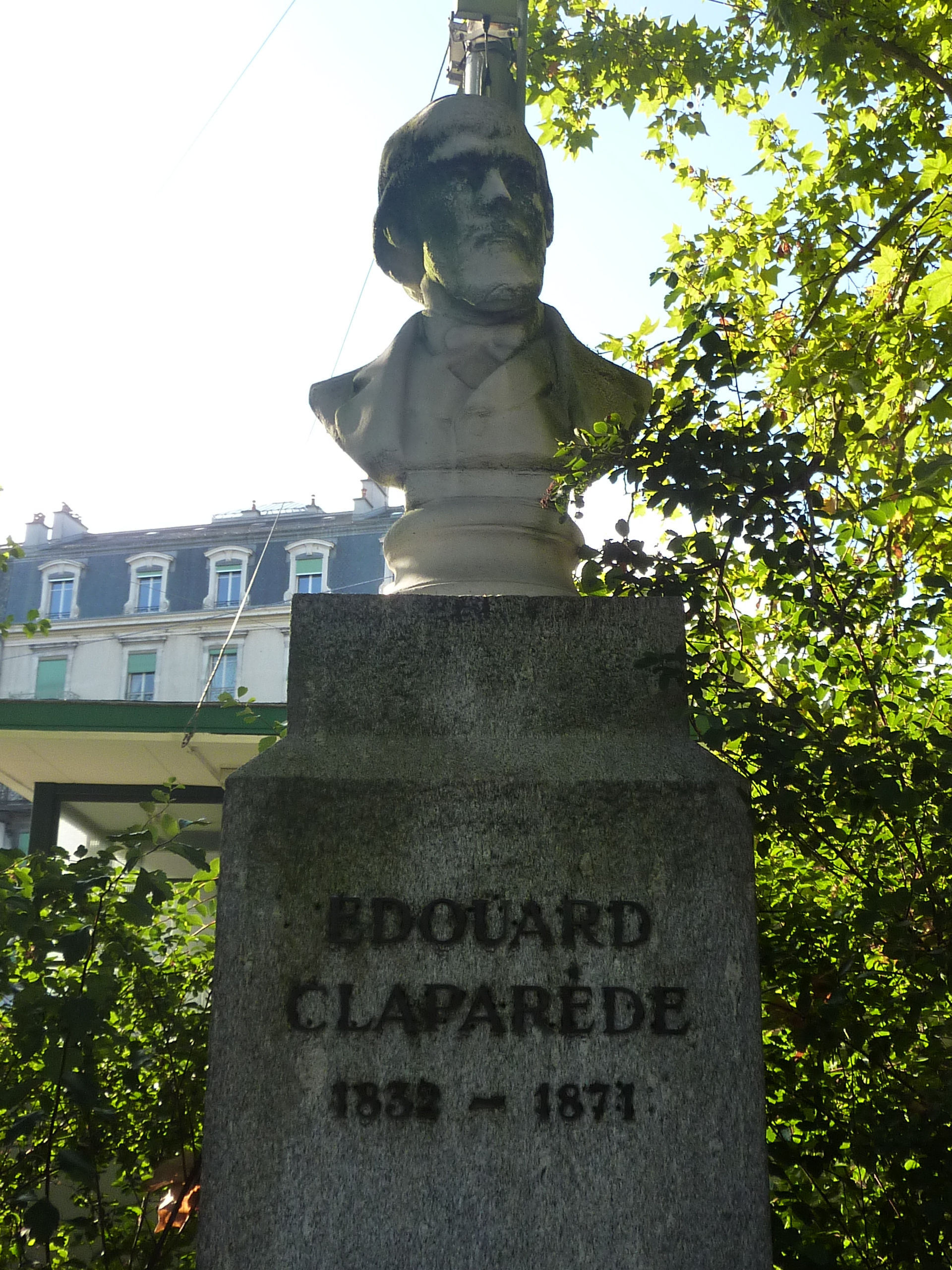
Büste von René-Edouard Claparède, Place Claparède, Genf

Antoine René-Edouard Claparède (* 24. April 1832 in Chancy, Kanton Genf; † 31. Mai 1871 in Siena, Toskana) war ein Schweizer Zoologe und Professor für Vergleichende Anatomie in Genf.

## Leben
René-Edouard Claparèdes Eltern waren der Pfarrer Jean-Louis Claparède und Amélie Susanne (geb. Perdriau). Sein Bruder war Théodore Claparède (1828–1888). Die Familie stammte ursprünglich aus dem Languedoc, war aber infolge der Hugenottenverfolgungen 1724 nach Genf geflüchtet. Er studierte in Genf und Berlin. 1853 hörte er Vorlesungen in Zoologie bei Johannes Peter Müller. 1857 erwarb er den Doktor der Medizin. 
Zunächst vertrat er an der Akademie in Genf François Jules Pictet, bis er 1862 Professor für Zoologie und vergleichende Anatomie wurde. 1861 hatte er in der Revue Germanique Internationale als einer der ersten die große Bedeutung der Theorien von Charles Darwin aufgezeigt. Im gleichen Jahr wurde ihm der große Preis der Physikwissenschaften der Pariser Akademie der Wissenschaften verliehen. Er erforschte die Struktur der Infusorien (Aufgusstierchen ), die Anatomie der Ringelwürmer, die Histologie des Regenwurms, die Organisation der Weichtiere, die Embryologie der Gliederfüßer und die Evolution der Spinnen.
Claparède erkrankte 1868 schwer und verbrachte seine letzten Jahre in Italien. Er starb 1871 in Siena im Alter von 39 Jahren an Tuberkulose.

## Schriften
- Ueber actinophrys Eichhornii; Berlin, 1854
- Anatomie und Entwicklungsgeschichte der Neritina fluviatilis; Archiv für Anatomie, Physiologie und wissenschaftliche Medicin, Berlin, G. Eichler, 1857 doi:10.5962/bhl.title.46849
- Cyclostomatis elegantis anatome; Berlin, Verlag Ernst Kuhn, 1857 (Dissertation)
- Ueber Eibildung und Befruchtung bei den Nematoden; Zeitschr. f. wiss. Zool. 1858. 9. 106–128
- De la formation et de la fécondation des œufs chez les vers nématodes; Genf, Impr. de J.-G. Fick, 1859 doi:10.5962/bhl.title.3826
- Beiträge zur Anatomie und Entwicklungsgeschichte der Seebryozoen; Zeitschr. f. wiss. Zool. 1871. 21. 137–174. pl. 8–10
- Ueber die Kalkkörperchen der Trematoden und die Gattung Tetracotyle; Zeitschr. f. wissensch. Zool. ix. 99–105. pl. 8. 1857-8
- Recherches anatomiques sur les oligochètes; Genf 1862 doi:10.5962/bhl.title.1982
- Études anatomiques sur les annélides turbellariés, opalines et grégarines observés dans les Hébrides; Gen 1862 doi:10.5962/bhl.title.14795
- Beobachtungen über Anatomie und Entwicklungsgeschichte wirbelloser Thiere an der Küste von Normandie angestellt; Leipzig, Verlag von Wilhelm Engelmann, 1863 doi:10.5962/bhl.title.10030
- Glanures zootomiques parmi les annélides de Port-Vendres (Pyrénées orientales); Genf 1864 doi:10.5962/bhl.title.1972 doi:10.5962/bhl.title.14827
- Beiträge zur Kenntniss der Entwickelungsgeschichte der Chaetopoden; Leipzig : Wilhelm Engelmann, 1868 (mit Elias Mecznikow (1845–1916))
- Recherches sur des annélides présentant deux formes sexuées distinctes; Genf, Ramboz et Schuchardt, 1869
- Histologische Untersuchungen über den Regenwurm (Lumbricus terrestris Linné); Leipzig, Verlag von Wilhelm Engelmann, 1869
- Lettres de René-Édouard Claparède <1832-1871>; 1971 (Biografie)